# Guardia Principal (La Valeta)
La Guardia Principal (en inglés: Main Guard), originalmente llamado Guardia della Piazza, es un edificio situado en La Valeta, Malta. Fue construido en 1603 por la Orden de San Juan como puesto de vigilancia. Se encuentra en el centro de la plaza de San Jorge (St. George's Square), frente al palacio del Gran Maestre. Actualmente alberga la oficina del Fiscal General.

## Historia
El Edificio de la Guardia Principal fue construido en 1603 para albergar al Regimento di Guardia, la guardia personal del Gran Maestre de la Orden de San Juan. Se encuentra en la plaza frente al palacio del Gran Maestre.
En 1814, los británicos añadieron un pórtico neoclásico al edificio existente. Sobre él se añadió un bajorrelieve del escudo de armas británico, junto con la siguiente inscripción debajo:
 

MAGNÆ ET INVICTÆ BRITANNIAE

MELITENSIUM AMOR ET EUROPAE VOX

HAS INSULAS CONFIRMAT A.D. 1814

Los británicos continuaron utilizando el edificio como ubicación de los guardaespaldas, esta vez de los gobernadores de Malta, que residían en el Palacio del Gran Maestre. El servicio de la Guardia Principal era ocioso, muchos soldados pintaban o arañaban insignias del regimiento u otras cosas en las paredes del edificio.
En los años 1980, el Centro se trasladó a otro lugar y el edificio de la Guardia Principal se convirtió en un anexo de la Oficina del Fiscal General. En la segunda década del siglo XXI, había planes para ceder el edificio al Ayuntamiento de La Valeta pero no se llevaron a cabo. Din l-Art Ħelwa se ofreció a renovar el edificio.

## Características
La fachada del edificio es de una sola planta, pero la parte trasera, que da a la calle Strait, tiene tres alturas. Esto se debe a la diferencia en los niveles de las calles. El reloj del pórtico, ubicado debajo de la inscripción, es otro remanente de los británicos. Inmovilizado durante años, el 4 de octubre de 2009, después de cambiar piezas y limpiarlo, volvió a medir el tiempo.